# Dispositif de connexion luminaire
Pour les articles homonymes, voir DCL.

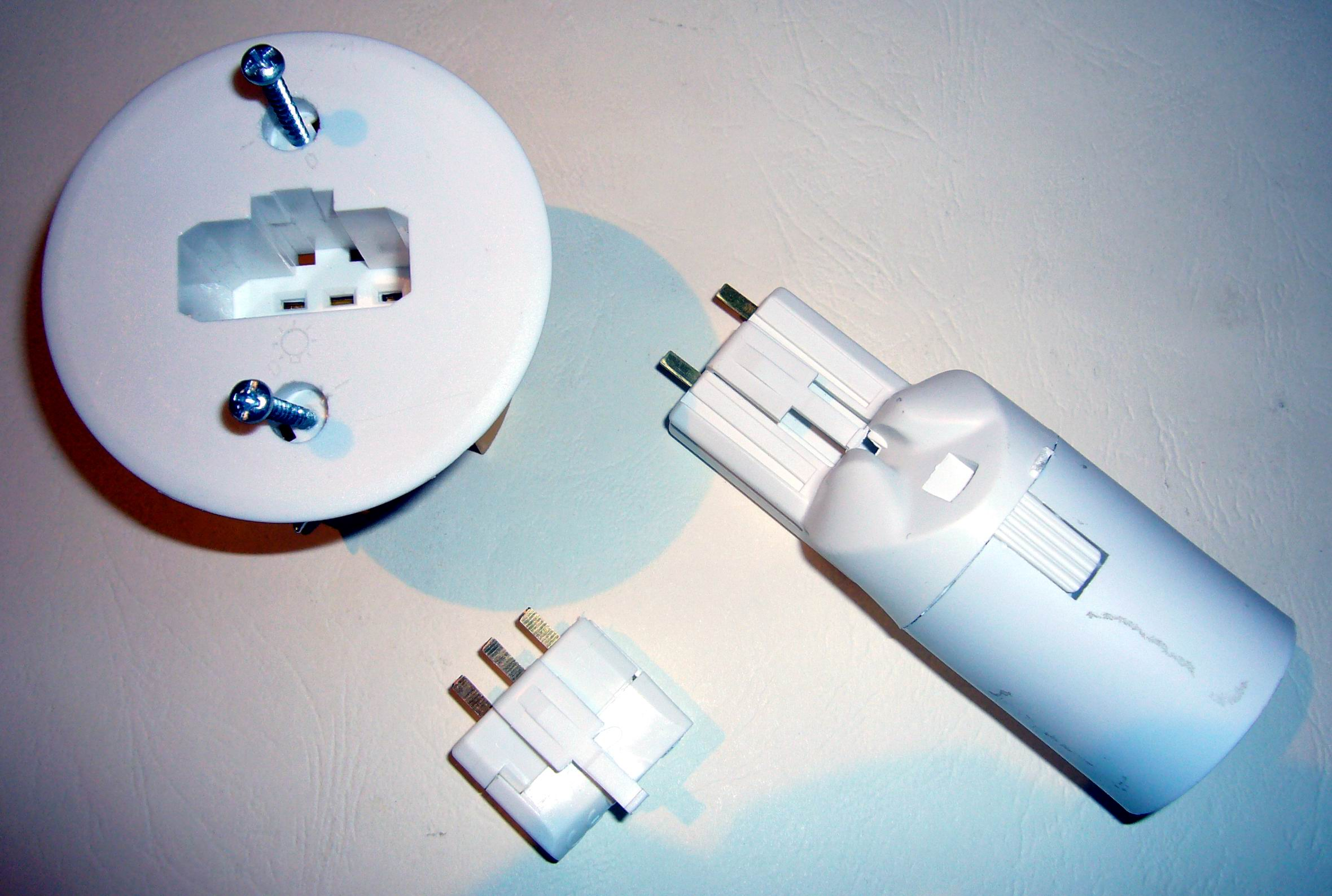
Prise, fiche et douille DCL.

Le DCL, permet le raccordement des luminaires à un circuit électrique. Il s'agit d'une véritable prise électrique, d'un format réduit. Le DCL est normalisé au niveau international par la CEI sous la référence CEI-61995.
Auparavant, les fils de raccordement des appliques et plafonniers aboutissaient dans une boîte de connexion rudimentaire. L'occupant du logement devait les connecter au luminaire via un bornier à vis. Il pouvait y avoir risque de choc électrique si la personne oubliait de couper le courant. De plus, après plusieurs manipulations, l'installation pouvait se détériorer, ce qui rendait difficile de nouvelles connexions.
Le DCL est une petite prise électrique à trois pôles (donc avec terre), dimensionnée pour 250 V sous 6 A. Elle peut être complètement encastrée dans le plafond ou le mur. Plus aucun fil ne dépasse. La connexion est très simple ; elle se fait sans aucun outil, alors qu'un tournevis était nécessaire pour effectuer une connexion sur un bornier à vis.
Une fiche DCL possède trois broches plates alignées. La broche de terre de 8 mm de longueur est placée au milieu des broches de phase et de neutre ayant toutes deux 7 mm de longueur et dont les axes sont distants de 15 mm. La broche de terre peut être absente des fiches (prises mâles) DCL, mais reste présente sur tous les socles (prises femelles) DCL.

## Utilisation
Il existe des douilles réutilisables qui se branchent directement sur une prise DCL et permettent d'installer une ampoule de chantier.
Les luminaires peuvent être livrés accompagnés, ou être équipés ultérieurement, d'une fiche DCL.

## Mise en place
En France le DCL est obligatoire pour les constructions neuves et les rénovations depuis le 1er octobre 2001, en vertu de la norme NF C 15-100.
Rappel des branchements :
- Le fil de terre est en général au milieu de la prise.
- La lettre N indique le neutre (fil bleu).
- La lettre L indique la phase (fil rouge, marron ou noir).